# Gallsyror
Gallsyror är ett samlingsnamn för en grupp av strukturellt besläktade nedbrytningsprodukter av kolesterol. Gallsyror förekommer hos alla däggdjur och flertalet fiskar. Hos reptiler och fåglar förekommer gallalkoholer som är mindre oxiderade former av kolesterol men likartad funktion i kroppen. Gallsyrornas anjoner bildar gallsalter tillsammans med katjoner, till exempel natriumjoner. 
De vanligaste gallsyrorna innehåller 24 kolatomer ordnade i ett steroidskelett med en sidokedja innehållande 5 kolatomer varav en ingår i en karboxylgrupp. En till tre hydroxylgrupper är bundna till steroidskelettet. Människans vanligaste gallsyra är cholsyra, som innehåller tre hydroxylgrupper. 
Gallsyror bildas i levern och utsöndras med gallan till tolvfingertarmen. Där fungerar de som detergenter och hjälper till att emulgera större fettklumpar till mindre, vilket underlättar för kroppens lipaser att hydrolysera och resorbera triglycerider och andra fetter. Gallsyror behövs också vid upptag av fettlösliga vitaminer. De resorberas i tarmen och återförs till levern.
Gallsyror är den aktiva komponenten i oxgalla vilket förr ingick i farmakopén och salufördes av apoteken. Den användes bland annat för att ge högglans till till exempel fotografier.
I sällsynta fall mäter man koncentrationen av gallsyror i blod som ett prov på leverfunktion. 
Genom att binda gallsyrorna i tarmen med en olöslig jonbytare kan man i viss mån sänka kolesterolkoncentrationen i blod.
Höga koncentrationer i blod uppmäts ibland under graviditeten vilket sätts i samband med en näst intill outhärdlig klåda under fotsulorna.